# Live Wire/Blues Power

《Live Wire/Blues Power》는 알버트 킹이 1968년 6월 필모어 오디토리움에서 공연한 것을 녹음한 블루스 장르의 라이브 음반이다. 알버트 킹이 발매한 첫 번째 라이브 음반이기도 하다.
| 전문가 평가   | 전문가 평가 |
| 평가 점수     | 평가 점수   |
| 출처          | 점수        |
| ------------- | ----------- |
| Allmusic      | [ 1 ]       |
| Rolling Stone | 긍정적      |

## 트랙 리스트
1. "Watermelon Man" (Herbie Hancock) – 4:04
2. "Blues Power" (King) – 10:18
3. "Night Stomp" (Raymond Jackson, King) – 5:49
4. "Blues at Sunrise" (King) – 8:44
5. "Please Love Me" (B.B. King, Jules Taub) – 4:01
6. "Look Out" (King) – 5:20

## 크레딧
- 알버트 킹 - 전기 기타, 보컬
- 윌리 제임스 엑손 - 기타
- 제임스 워싱턴 - 오르간
- 루즈벨트 포인터 - 베이스
- 손 실스 - 드럼
- 빌 할베르손, 론 카폰 - 엔지니어
- 이반 나기 - 커버 사진